# Canon EOS 200D
La Canon EOS 200D è una fotocamera reflex digitale (DSLR) da 24 megapixels prodotta da Canon, annunciata il 28 giugno 2017 e messa in commercio a partire dalla fine del mese successivo. È nota come EOS Kiss X9 nel mercato giapponese e come EOS Rebel SL2 negli USA e in Canada.

## Novità e caratteristiche tecniche
La Canon EOS 200D, così come la 100D, è tra le reflex digitali più piccole e leggere mai prodotte. Le sue dimensioni, infatti, sono di 122,4 (larghezza) x 92,6 (altezza) x 69,8 (spessore) mm mentre il peso è di 450 g.
Nonostante l'adozione di un corpo macchina estremamente compatto, la fotocamera possiede tutte le caratteristiche di rilievo di altri modelli come la EOS 80D, essendo dotata di:
- sensore CMOS APS-C Dual Pixel da 24,4 MP;
- processore d'immagine DIGIC 7;
- display touch screen da 3" orientabile;
- sensibilità ISO 100-25600, espandibile fino a 51200 in modalità H;
- registrazione video Full HD 1080p a 60 fps con autofocus continuo;
- velocità di scatto di 5 fps;
- sistema AF a 9 punti di cui quello centrale a croce e 63 punti in Live View;
- supporto di registrazione card SD, SDHC, SDXC UHS-1;
- modalità automatica di scena intelligente

## Versioni previste al lancio
La EOS 200D è disponibile nei vari mercati in due kit:
- kit base, comprendente il solo corpo macchina;
- kit con corpo macchina + obiettivo 18–55 mm f/4-5.6 IS STM